# ビジョン航空
ビジョン航空（ビジョンこうくう、Vision Airlines）は、かつて存在したアメリカの航空会社。

## 概要
1994年4月12日にウイリアム・エイコー (William Acor) と実弟スティーブ・エイコー (Steve Acor) によって創業。
当初の保有機材は1機でグランドキャニオン国立公園まで1日2往復でツアーを催行していた。
2006年にはチャーター便事業を開始し、周辺地域（アリゾナ州、ユタ州、カリフォルニア州）への定期便事業を始めた。
現在は本社をジョージア州スワニーに置く。

## 就航路線
- グランドキャニオンサウスリム(GCN)

基本は7:00と11:15の2本だが繁忙期には臨時便が運航される。
ツアー中止の場合は運休になることもあるが、7:00発のグランドキャニオンサウスリム便は定期便扱いの為、悪天候日以外はドルニエ 328型機で毎日運航されている。その他グランドキャニオンノースリムやモニュメントバレー行きも人数が集まれば運航される。

## 保有機材
- ドルニエ 228…19席、グランドキャニオン、チャーター使用
- ドルニエ 328…30席、グランドキャニオン、チャーター使用
- ドルニエ 328ジェット…30席、チャーター使用
- ボーイング 737-300…136席、チャーター使用
- ボーイング 737-400…136 or 148席、チャーター使用
- ボーイング 737-800…168席、チャーター使用

## ビジョンホリデー
ノースラスベガス空港より、1日に数本グランドキャニオンエアツアーやバスツアーを催行するグループ企業がある。参加者の多くはアジア人であり全体顧客の80パーセントが日本人である。

## スパイ交換
2010年7月9日に、アメリカ政府がビジョン航空のN766VA（ボーイング 767-200ER）をチャーターし、ロシア人スパイ10人をウィーンに運び、4人の欧米人スパイを連れ帰った。冷戦以来の大型スパイ交換である。

## 訴訟
2011年から2013年にかけて、ビジョン航空は空港施設利用料を支払っていないとして複数の訴訟を提起されている。少なくともケンタッキー州ルイビル、ミシシッピ州ガルフポート、アーカンソー州リトルロック、ルイジアナ州バトンルージュ、フロリダ州オカルーサ郡に対し債務を抱えている。
ノースウェストフロリダ地域空港に就航した際、ビジョン航空は利用料を支払わなかったため、これを分割払いとする協議がなされ、成立した。しかし同社は11週間は支払いを行った後再び支払いを怠っているとされる。

## 関連会社
- Vision Aviation Holdings. ビジョングループ持株会社
- Vision Holidays, Inc. ビジョンホリデー株式会社
- Vision Coach　バス事業